# Țaga
Țaga é uma comuna romena localizada no distrito de Cluj, na região histórica da Transilvânia. A comuna possui uma área de 100.02 km² e sua população era de 2089 habitantes segundo o censo de 2007.